# 高等学校の定時制教育及び通信教育振興法
高等学校の定時制教育及び通信教育振興法（こうとうがっこうのていじせいきょういくおよびつうしんきょういくしんこうほう、昭和28年8月18日法律第238号）は、定時制・通信制の高校教育を促進に関する日本の法律である。
1953年（昭和28年）8月18日に公布された。
勤労青年教育の重要性にかんがみ、教育基本法（平成18年法律第120号）の精神にのっとり、働きながら学ぶ青年に対し、教育の機会均等を保障し、勤労と修学に対する正しい信念を確立させ、もって国民の教育水準と生産能力の向上に寄与するため、高等学校（中等教育学校の後期課程を含む。）の定時制教育および通信教育の振興を図ることを目的としている。

## 構成
- 第1条（この法律の目的）
- 第2条（定義）
- 第3条（国及び地方公共団体の任務）
- 第4条（教科用図書の編修、検定及び発行に関する特別措置）
- 第5条（公立の高等学校の教員等の定時制通信教育手当）
- 第6条（政令への委任）
- 附則